# 格林菲爾德 (阿肯色州)
格林菲爾德（英語：Greenfield）是位於美國阿肯色州波因塞特縣的一個非建制地區。該地的面積和人口皆未知。

## 地理
格林菲爾德的座標為35°37′56″N 90°42′45″W / 35.63222°N 90.71250°W，而該地的平均海拔高度為77米（即253英尺）。